# الوانگن
الوانگن (به سوئدی: Älvängen) یک منطقهٔ مسکونی در سوئد است که در شهر الی واقع شده‌است. الوانگن ۲٫۹۶ کیلومتر مربع مساحت و ۴٬۱۹۶ نفر جمعیت دارد.